# Convolvulus boissieri
Convolvulus boissieri Steud. es una especie de la familia de las convolvuláceas.

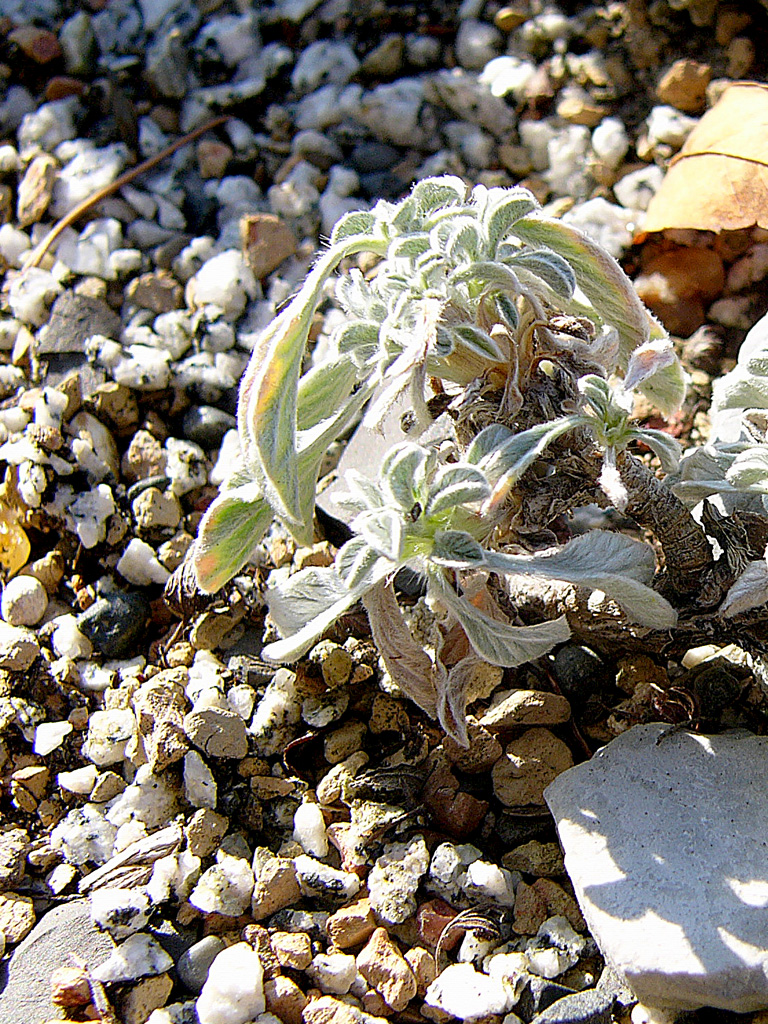
Vista de la planta

## Descripción
Es una planta de tallo rastrero ligeramente leñosa, formando matas de unos treinta centímetros. Planta perenne, plateado-serícea, con base leñosa profusamente ramificada. Tallos de 2-10 cm, ascendentes o erectos, escasamente ramificados, con indumento adpreso. Hojas de (5-) 10-15 (-30) mm, con limbo oblanceolado o elíptico, gradualmente atenuado. Cimas unifloras, terminales o axilares, con pedúnculos de 1-3 mm, mucho más cortos que las hojas. Bracteolas más cortas que el cáliz, lincares. Flores sentadas. Sépalos de 8-10 mm, más o menos desiguales, largamente acuminados, con acumen setáceo; los externos linear-lanceolados; los internos de anchamente ovados a suborbiculares. Corola de 15-23 mm, 2 veces más larga que el cáliz, blanco-rosada. Cápsula de  5 mm, pelosa. Semillas de . 3 x 2 mm, pardas. Florece y fructifica de julio u agosto.

## Distribución
Originarios de las montañas del sur de España que se desarrolla en piedra caliza y cantos rodados.

## Taxonomía
Convolvulus boissieri fue descrito por Ernst Gottlieb von Steudel  y publicado en Nomencl. Bot. ed. 2, 1: 407 (1840) 
Etimología
Convolvulus: nombre genérico que procede del latín convolvere, que significa "enredar".
boissieri: epíteto otorgado en honor del botánico Pierre Edmond Boissier.
Sinonimia
- Convolvulus boissieri subsp. boissieri
- Convolvulus nitidus var. acutifolius Kos$Kanin
- Convolvulus nitidus var. nitidus
- Convolvulus nitidus Boiss.[3]

## Nombre común
- Castellano: Se conoce como "manzanilla de la sierra".[3]